# Kladderadatsch
Kladderadatsch (onomatopoietikon for "Crash") var et tysk-sproget satirisk magasin, der blev udgivet første gang 7. maj 1848, og derefter, i magasinets egne ord, "dagligt, bortset fra hverdage". Det blev grundlagt af Albert Hofmann og David Kalisch - sidstnævnte var søn af en jødisk købmand, og forfatter af flere komediske værker. Magasinet stoppede sine udgivelser i 1944.

## Baggrund
Den første udgave, der næsten udelukkende blev skrevet af Kalisch, blev trykt i 4.000 eksemplarer, som alle blev solgt indenfor 24 timer. To andre skribender, Ernst Dohm og Rudolf Löwenstein, blev ansat kort efter. Wilhelm Scholzs tegninger kom med fra den anden udgave og blev en fast bestanddel i magasinet i de næste 40 år.
Oprindeligt var Kladderadatsch et liberalt magasin, men blev væsentligt mere konservativt med årene. I Bismarck-æraen støttede magasinet kansler Otto von Bismarcks førte politik; i Weimar-æraen var det decideret tysk-nationalistisk. Efter erhvervsmanden Hugo Stinnes overtog magasinet i 1923 blev dets indhold yderligere højreorienteret, og begyndte at vise en vis sympati for Hitler og Nationalsocialismen.